# Sphodromantis royi
Sphodromantis royi är en bönsyrseart som beskrevs av Scott LaGreca 1967. Sphodromantis royi ingår i släktet Sphodromantis och familjen Mantidae. Inga underarter finns listade i Catalogue of Life.